# Великая Зелена
Великая Зелена (укр. Велика Зелена) — село в Чемеровецком районе Хмельницкой области Украины.
Население по переписи 2001 года составляло 141 человек. Почтовый индекс — 31630. Телефонный код — 3859. Занимает площадь 0,647 км². Код КОАТУУ — 6825289402.

## Местный совет
31630, Хмельницкая обл., Чемеровецкий р-н, с. Шидловцы, ул. Ленина, 22